# Alan Kennedy
Alan Phillip Kennedy (* 31. August 1954 in Sunderland) ist ein ehemaliger englischer Fußballspieler und war dabei vor allem zum Ende der 1970er- und zu Beginn der 1980er-Jahre in der damals sehr erfolgreichen Zeit des FC Liverpool aktiv. Er schoss in mehreren entscheidenden Situationen wichtige Tore.

## Sportlicher Werdegang

### Der Weg in den Profifußball: Newcastle United
Das Talent des in Sunderland an der Wearside geborenen linken Außenverteidigers wurde ursprünglich nicht beim AFC Sunderland erkannt, so dass sich Kennedy stattdessen dem Lokalrivalen Newcastle United anschloss. Dort kam der erst 19-Jährige im Jahre 1974 zu seinem ersten sportlichen Höhepunkt, als er mit seiner Mannschaft im Endspiel des FA Cups stand und dort im Wembley-Stadion mit 0:3 gegen den FC Liverpool verlor. Zwei Jahre später fand er sich an gleicher Stätte erneut in einem dem englischen Ligapokalfinale wieder und verlor dieses Mal mit 1:2 gegen Manchester City.
Dabei hatte er zuvor schon im Alter von nur 18 Jahren am 10. März 1973 im St. James’ Park gegen Stoke City in der ersten Mannschaft debütiert. Seinen Status als Publikumsliebling, den er sich aufgrund seiner kämpferischen Spielweise früh hatte erwerben können, unterstrich er noch einmal, als er in der Saison 1976/77 im Heimspiel gegen den mit Newcastle United stark rivalisierenden FC Middlesbrough das einzige Tor zum 1:0-Sieg schoss. Dabei stand in den Reihen von „Boro“ mit Graeme Souness ein künftiger Mannschaftskamerad von Kennedy beim FC Liverpool und mit Phil Boersma ein ehemaliger Akteur des Vereins, der später als rechte Hand von Souness zu dessen Trainerzeit noch einmal größere Bekanntheit erlangen sollte.

### Aufstieg zum Spitzenspieler: FC Liverpool
Nach dem Weggang von Alec Lindsay besaß der FC Liverpool auf der linken Abwehrseite eine latente Schwachstelle, die in der Regel mit dem Einsatz der „Rechtsfüße“ Phil Neal, Alan Hansen und Joey Jones nie vollständig beseitigt worden war. Nach dem Gewinn des zweiten Europapokals der Landesmeister in der Vereinsgeschichte im Jahre 1978 entschied der Trainer Bob Paisley, dass das Problem endgültig gelöst werden sollte und verpflichtete Kennedy für 300.000 britische Pfund aus Newcastle. Am 9. August 1978 kam dieser in Anfield beim 2:1-Meisterschaftssieg gegen die Queens Park Rangers zu seinem ersten Einsatz und legte sein erstes Tor bereits am 9. September beim Auswärtsspiel gegen Birmingham City im St. Andrews Stadium nach, das der FC Liverpool mit 3:0 gewinnen konnte.
Kennedy wurde im weiteren Verlauf sofort zum Stammspieler, gewann 1979 die englische Meisterschaft und verteidigte diesen Titel ein weiteres Jahr später. Dabei hatte bei seiner Ankunft Konfusion hinsichtlich des mit ihm nicht verwandten oder verschwägerten Ray Kennedy geherrscht, der bereits dem Kader des FC Liverpool angehörte. Beide sollten jedoch schließlich über drei Spielzeiten hinweg ein gutes Zusammenspiel auf der linken Außenbahn entwickeln.
Während der Saison 1980/81 musste Ray Kennedy aufgrund einer Verletzung den Großteil der Spielzeit pausieren, kehrte dann aber rechtzeitig zum Endspiel des Ligapokals gegen West Ham United zurück. Dort schoss er in der Verlängerung den Treffer zum 1:0. Da West Ham jedoch noch ausgleichen konnte, musste die Begegnung in einem Wiederholungsspiel entschieden werden, das der FC Liverpool wiederum mit 2:1 gewinnen konnte. Der aber wohl größte Moment in Kennedys Karriere folgte am Ende der Saison, als er mit seiner Mannschaft im Endspiel des europäischen Landesmeisterwettbewerbs in Paris dem spanischen Vertreter Real Madrid gegenüberstand. In der ausgeglichenen Partie mit nur wenigen Torchancen sorgte Kennedy in den letzten zehn Spielminuten für die Entscheidung, als er nach einem Einwurf über die linke Seite in den Strafraum eindrang und über den gegnerischen Torwart hinweg zum 1:0-Siegtreffer verwandelte. Dadurch konnte der FC Liverpool seinen dritten Titelgewinn im höchsten europäischen Vereinswettbewerb in seiner Geschichte sicherstellen.
Auch in den folgenden Jahren behielt Kennedy seinen Stammplatz auf der linken Verteidigerposition und errang 1982 erneut sowohl die englische Meisterschaft als auch den Ligapokal. Ein Jahr später stellte er erneut sein Talent für entscheidende Tore unter Beweis, als ihm per Weitschuss im Ligapokalendspiel gegen Manchester United das zwischenzeitliche 1:1 zum 2:1-Sieg gelang. Auch konnte Kennedy im gleichen Jahr die englische Meisterschaft verteidigen und hatte damit diesen Wettbewerb bereits zum vierten Male gewonnen.
Als im Jahre 1984 sogar ein weiteres Mal der englischen Titel – und damit drei Ligatitel in Serie und Kennedys persönlich fünfte Meisterschaft – errungen werden konnte, war der linke Verteidiger dort weiterhin eine entscheidende Figur in der Mannschaft. Mit dem Gewinn des Ligapokals und dem europäischen Landesmeisterwettbewerb im gleichen Jahr endete die beachtliche Titelsammlung Kennedys. Er besiegelte dabei mit seinem verwandelten Strafstoß im Elfmeterschießen den Finalsieg gegen den AS Rom im Europapokal der Landesmeister.
Während der letzten vollständigen Saison 1984/85 kam er zwar beim FC Liverpool zwar regelmäßig zum Einsatz, konnte er aber keine weitere Trophäe erringen. Im September 1985 verkaufte ihn Trainer Kenny Dalglish, als mit Jim Beglin ein junger irische Abwehrspieler immer mehr die Rolle des linken Außenverteidigers für sich beanspruchte. Kennedy wechselte in seine Heimat zum AFC Sunderland, der gerade in die zweitklassige Second Division abgestiegen war.
Mögliche Ambitionen in der englischen Nationalmannschaft musste Kennedy im Laufe seiner Spielerkarriere stets zurückstellen, da mit Kenny Sansom der Linksverteidiger des FC Arsenal ein regelrechtes Monopol auf diese Position zu haben schien. Kennedy kam dadurch nur auf insgesamt zwei Länderspiele. Dabei hatte er am 4. April 1984 bei der British Home Championship sein spätes Debüt im Wembley-Stadion gegen Nordirland gegeben, bei dem Tony Woodcock den einzigen Treffer zum 1:0-Sieg erzielte.

### Zurück in die Heimat: AFC Sunderland
Den Einstand bei dem Verein aus seiner Geburtsstadt gab Kennedy im Hinspiel der Zweitrundenpartie des Ligapokals gegen Swindon Town im heimischen Roker Park. Das Spiel gewannen die „Black Cats“ am 24. September 1985 mit 3:2 und am 8. Februar 1986 erzielte Kennedy beim 2:2 daheim gegen Carlisle United seine ersten beiden Treffer für den Klub.
Er absolvierte den Rest der Saison als Stammspieler, begann aber die ersten fünf Partien der Spielzeit 1986/87 als Ersatzspieler hinter Frank Gray und stand erst zum sechsten Saisonspiel gegen Hull City wieder in der Startformation. Der AFC Sunderland befand sich zu dem Zeitpunkt inmitten einer sportlichen Talfahrt, schloss die Saison auf einem schwachen 20. Tabellenplatz ab und musste in einem Ausscheidungsspiel um den Verbleib in der zweiten Liga zittern. Nachdem sich während der laufenden Spielzeiten Gray und Kennedy die Position zumeist geteilt hatten, gab die Erfahrung Kennedys den Ausschlag für seinen Einsatz in den wichtigen Play-off-Spielen gegen den FC Gillingham. Einer 2:3-Niederlage im Priestfield Stadium folgte ein 3:2 nach 90 Minuten im Roker Park, was eine Verlängerung erforderlich machte. In dieser glich der FC Gillingham zum 3:3 aus und obwohl der AFC Sunderland noch den Treffer zum 4:3 erzielen konnte, setzte sich Gillingham aufgrund der Auswärtstorregel durch und ersetzte die Black Cats damit in der zweiten Liga.

### Die letzten Karrierestationen
Nach zwei Spielzeiten in Sunderland schloss sich Kennedy zunächst dem viertklassigen Verein Hartlepool United an, bevor er die britischen Inseln verließ, um in mehreren Ländern Europas kurzzeitigen Engagements nachzugehen (Husqvarna (Schweden), Beerschot VAV (Belgien) und Club 1903 (Dänemark)). Er kehrte dann nach England zurück, um im Amateurbereich für Northwich Victoria und Grantham Town anzutreten. In der Saison 1987/88 feierte er sein Comeback im englischen Profifußball und spielte für Wigan Athletic in der dritten Liga. Zwei anschließenden Jahren im Amateurfußball für die Colne Dynamoes folgte in der Saison 1990/91 eine letzte Rückkehr in die Football League, als er für den walisischen Verein AFC Wrexham in der viertklassigen Fourth Division spielte. Er beendete im Alter von 40 Jahren endgültig seine Karriere, nachdem er bei den Amateurvereinen FC Morecambe, AFC Netherfield, Radcliffe Borough und dem AFC Barrow seine Laufbahn langsam hatte ausklingen lassen.
Nach dem Ende seiner sportlichen Laufbahn trat Kennedy zumeist als Experte von Sky Sports – nebst weiteren Fernsehsendern – in Erscheinung. Zudem schreibt er eine Kolumne für die offizielle Webseite des FC Liverpool und betreibt eine Fußballschule.

## Erfolge
- Europapokal der Landesmeister: 1981, 1984
- Englische Meisterschaft: 1979, 1980, 1982, 1983, 1984
- Englischer Ligapokal: 1981, 1982, 1983, 1984
- Charity Shield: 1979, 1980, 1982